# Silo (Fernsehserie)
Silo ist eine dystopische US-amerikanische Science-Fiction-Fernsehserie, die 2023 begonnen hat. Sie beruht auf der gleichnamigen Romanreihe von Hugh Howey. Showrunner ist Graham Yost.
Die zehn Folgen umfassende erste Staffel der Serie basiert auf der ersten Hälfte des ersten Romans der Silo-Romanreihe, der ebenfalls den Titel Silo trägt (orig. Wool) und wurde ab dem 5. Mai 2023 bei Apple TV+ veröffentlicht. Die zweite Staffel startete am 15. November 2024. Im Dezember 2024 wurde die Serie von Apple TV+ um eine 3. und 4. Staffel verlängert.

## Handlung
Nach einer globalen Katastrophe fristen in einem unterirdischen Bunker, der wie ein gigantisches Silo 144 Stockwerke unter die Erdoberfläche reicht, zehntausend Überlebende ihr Dasein in einer Gesellschaft voller Vorschriften, von denen die Menschen glauben, dass sie zu ihrem Schutz bestehen. Sheriff Holston Becker sorgt für Ordnung in diesem gigantischen Bau. Da Ressourcen begrenzt sind, können Ehepaare nur mit einer Sondergenehmigung der Silo-Regierung ein Kind bekommen. Sheriff Becker und seine Frau Allison erhalten erst nach der dritten Petition die Erlaubnis für ein Baby, die jedoch nur ein Jahr gültig ist.
Während dieser Zeit bleiben alle Versuche des Paares, ein Kind zu zeugen, ohne Erfolg. Bei Allison regt sich allmählich der Verdacht, dass die Machthaber ihnen etwas verheimlichen. Tatsächlich haben sich im Laufe der Jahrhunderte des Bestehens des Silos unter seinen Bewohnern bestimmte Kasten entwickelt, obwohl laut Gesetz alle gleich sind. Die skeptische Allison trifft auf den Informatiker George Wilkins und gemeinsam erfahren sie einen Teil der bitteren Wahrheit über das Silo.
Als George, der zugleich Liebhaber der Ingenieurin der Energieversorgung Juliette Nichols ist, auch noch angeblich Suizid begeht, will Nichols der Sache auf den Grund gehen und den Fall auf eigene Faust untersuchen. Dabei stößt sie auf ein Geheimnis, welches die Silo-Regierung den Bewohnern vorenthält.

## Besetzung und Synchronisation
Die Synchronisation wurde von der FFS Film- & Fernseh-Synchron hergestellt. Die Dialogübersetzung stammt von Frank-Michael Helmke. Für Dialogbuch und Dialogregie war Traudel Sperber verantwortlich.
| Rollenname       | Schauspieler          | Synchronsprecher    | Episoden                   | Rolle                                                                            |
| ---------------- | --------------------- | ------------------- | -------------------------- | -------------------------------------------------------------------------------- |
| Juliette Nichols | Rebecca Ferguson      | Berenice Weichert   | 1.01–                      | Ingenieurin der Energieversorgung, später Sheriff des Silos                      |
| Juliette (jung)  | Amelie Child-Villiers |                     | 1.04, 1.07–1.08, 2.01      |                                                                                  |
| Bernard Holland  | Tim Robbins           | Tobias Meister      | 1.01–                      | Chef der IT, später kommissarischer Bürgermeister                                |
| Dr. Pete Nichols | Iain Glen             | Thomas Schmuckert   | 1.03–1.04, 1.07–1.10       | Arzt und Vater von Juliette                                                      |
| Deputy Marnes    | Will Patton           | Lutz Mackensy       | 1.01–1.04                  | Stellvertretender Sheriff                                                        |
| Ruth Jahns       | Geraldine James       |                     | 1.01–1.03                  | Bürgermeisterin                                                                  |
| Holsten Becker   | David Oyelowo         | Torsten Michaelis   | 1.01–1.04, 1.07            | Sheriff                                                                          |
| Allison Becker   | Rashida Jones         | Stefanie Dischinger | 1.01                       | Frau des Sheriffs, arbeitet in der IT                                            |
| Martha Walker    | Harriet Walter        | Katja Brügger       |                            | Ingenieurin, hat ihre Werkstatt in den unteren Levels, Ersatzmutter für Juliette |
| George Wilkins   | Ferdinand Kingsley    | Tobias Nath         |                            | Informatiker, Computer-Experte                                                   |
| Robert Sims      | Common                | Daniel Welbat       |                            | Justizbeamter, Chef der Überwachung, Vollstrecker                                |
| Paul Billings    | Chinaza Uche          |                     |                            | Späterer Deputy-Sheriff mit Tremor-Leiden                                        |
| Sandy            | Chipo Chung           |                     |                            | Rechte Hand des Sheriffs in seinem Büro                                          |
| Lukas Kyle       | Avi Nash              | Tobias Diakow       |                            | Ingenieur in der IT                                                              |
| Hank             | William Postlethwaite | Florian Clyde       |                            | Deputy Sheriff aus den unteren Ebenen                                            |
| Solo             | Steve Zahn            | Axel Malzacher      | 2.01, 2.03–2.07, 2.09–2.10 |                                                                                  |

## Episodenliste

### Staffel 1
| Nr. (ges.) | Nr. (St.) | Deutscher Titel             | Originaltitel     | Erstveröffentlichung USA | Deutschsprachige Erstveröffentlichung (D/A/CH) | Regie          | Drehbuch                       |
| --- | --------- | --------------------------- | ----------------- | ------------------------ | ---------------------------------------------- | -------------- | ------------------------------ |
| 1 | 1         | Freiheitstag                | Freedom Day       | 5. Mai 2023              | 5. Mai 2023                                    | Morten Tyldum  | Graham Yost                    |
| In einem riesigen unterirdischen Bunker namens „Silo“ lebt eine Gemeinschaft von über 10.000 Menschen, ohne ihre Geschichte zu kennen, da die Aufzeichnungen angeblich 140 Jahre zuvor während eines gescheiterten Aufstands zerstört wurden, daher wird an diesem Tag jedes Jahr der Freiheitstag gefeiert. Sheriff Holston Becker sagt Deputy Sam Marnes, dass er „nach draußen will“. Drei Jahre zuvor haben Holston und seine Frau Allison die Erlaubnis ihres Arztes erhalten, ihr Verhütungsimplantat zu entfernen, aber sie können innerhalb einer Frist von einem Jahr nicht schwanger werden. In dieser Zeit lernt Allison von Gloria Hildebrandt, einer Fruchtbarkeitsberaterin, subversive Ansichten über das Silo kennen und hilft dem IT-Experten George Wilkins während des Freiheitstags bei der Erforschung einer verbotenen Festplatte (einem sogenannten Relikt) aus der Zeit vor der Rebellion. Allison erklärt dem skeptischen Holston, dass die Machthaber sie anlügen und dass das Bild einer toten Außenwelt auf den Bildschirmen des Silos eine Fälschung ist; als Beweis zeigt sie ihr nicht entferntes Implantat zur Geburtenkontrolle. Allison erklärt, dass sie „nach draußen will“, und verspricht, die Außenkamera des Silos zu reinigen, wenn die Außenwelt schön ist. Nach dem Silo-Pakt wird Allison in einen Schutzanzug gekleidet und verlässt das Silo über die Schleuse und eine Betonrampe nach draußen. Die Bewohner des Silos beobachten, wie Allison die Linse der Kamera reinigt und dann tot zusammenbricht. Zwei Jahre später untersucht Holston Georges Tod und lernt Juliette Nichols kennen, eine Ingenieurin, die behauptet, er sei ermordet worden.                                                        |           |                             |                   |                          |                                                |                |                                |
| 2 | 2         | Der Weg nach Draußen        | Holston’s Pick    | 5. Mai 2023              | 5. Mai 2023                                    | Morten Tyldum  | Jessica Blaire & Cassie Pappas |
| Holston erfährt von Juliette, dass George, ihr Geliebter, verbotene historische Relikte gesammelt hat. Als er erfährt, dass George und Allison zusammengearbeitet haben, erklärt sich Holston bereit, Nachforschungen anzustellen und verspricht, Juliette ein Zeichen zu schicken, wenn er etwas findet. Einige Monate später verlässt Holston das Silo und ist schockiert, als er sieht, dass das Äußere so üppig und schön ist, wie Allison behauptet hat. Er reinigt die Kamera, nimmt seinen Helm ab und kriecht zu Allisons Leiche, bevor er stirbt. Bürgermeisterin Ruth Jahns erfährt, dass Holston eine Erklärung hinterlassen hat, in der er Juliette zu seiner Nachfolgerin als Sheriff ernennt. Juliette weiß, dass George nach einer geheimen Tür gesucht hat und versucht seine Schritte in dem riesigen, teils mit Wasser gefüllten Grabungsraum unter dem Silo, der auch eine riesige Grabungsmaschine enthält, zurückzuverfolgen. |           |                             |                   |                          |                                                |                |                                |
| 3 | 3         | Maschinen                   | Machines          | 12. Mai 2023             | 12. Mai 2023                                   | Morten Tyldum  | Ingrid Escajeda                |
| Ruth (Bürgermeisterin) und Sam (Deputy) wandern 144 Stockwerke hinunter, um Juliette zu treffen. Unterwegs trifft Ruth Juliettes entfremdeten Vater, Dr. Pete Nichols, und Juliettes Freundin, die Ingenieurin Martha Walker, um sich ein Bild von Juliettes Charakter zu machen. Trotz der ablehnenden Haltung von Richterin Meadows (Leiterin der Justizbehörde) und Bernard Holland (Leiter der IT-Abteilung), bietet Ruth Juliette die Rolle des Sheriffs an. Juliette lehnt zunächst ab, ändert aber ihre Meinung, als sie Holstons Abzeichen erhält, auf dessen Rückseite das Wort „TRUTH“ (dt. Wahrheit) eingraviert ist. Juliette bittet Ruth den Hauptgenerator für eine entscheidende Reparatur abschalten zu dürfen, was seit Menschengedenken noch nie geschehen ist. Beim Abschalten zeigen die Bildschirme des Silos kurzzeitig eine gesunde, grüne Ansicht der Außenwelt. Das Technikteam repariert unter großen Anstrengungen erfolgreich den Hauptgenerator. Bevor Juliette zu ihrem neuen Job aufbricht, bittet sie Martha eine Kamera zu untersuchen, die sie unter Georges Relikten gefunden hat. Sam und Ruth gestehen sich ihre Liebe zueinander, bevor Ruth im Bad mit Blut im Mund zusammenbricht. |           |                             |                   |                          |                                                |                |                                |
| 4 | 4         | Wahrheit                    | Truth             | 19. Mai 2023             | 19. Mai 2023                                   | David Semel    | Remi Aubuchon                  |
| Ruth ist tot und Sam glaubt, dass sie vergiftet wurde und er das eigentliche Ziel war, weil sie aus den Wasserflaschen des jeweils anderen getrunken haben. Bernard (der IT-Leiter), als Bürgermeister pro tempore, setzt Juliette als neuen Sheriff ein. Juliette bittet Sam, ihr bei der Untersuchung von Georges Tod zu helfen, wenn sie ihm im Gegenzug hilft, Ruths Tod zu untersuchen. Robert Sims von der Justizbehörde sagt Sam, dass Richterin Meadows bereit ist, Juliette als Sheriff abzusetzen, aber Sam sagt ihm, dass Juliette von sich aus kündigen soll. Später wird Sam in seiner Wohnung angegriffen. Juliette lernt Lukas kennen, einen Bewohner, der die Nächte in der Cafeteria verbringt. Juliette findet Holstons Akte über George, kann aber Georges Festplatte nicht finden, die Holston beschlagnahmt hatte. In der Rückblende verlässt Juliette mit dreizehn Jahren ihr Zuhause, nachdem ihre Mutter Hanna und ihr jüngerer Bruder Jacob tot sind. |           |                             |                   |                          |                                                |                |                                |
| 5 | 5         | Der Hausmeistersohn         | The Janitor’s Boy | 26. Mai 2023             | 26. Mai 2023                                   | David Semel    | Graham Yost                    |
| Sam wird tot aufgefunden. Paul Billings, ursprünglicher Wunschkandidat der Justizbehörde für das Amt des Sheriffs, wird zu Juliettes oberstem Stellvertreter (sogen. Schatten) ernannt. Sandy, die im Büro des Sheriffs arbeitet, rät Juliette, Sams Mörder zu finden, bevor die Justizbehörde einen Sündenbock auswählt. Juliette findet heraus, dass Doug Trumbull, der für die Justizbehörde arbeitet, Patrick Kennedy (einem nicht ganz rechtskonformen Bewohner des Silos), Beweise untergeschoben hat, um ihm des Mordes an Sam zu beschuldigen. Robert erzählt Doug, dass sein Vater angeblich ein Hausmeister war, in Wirklichkeit aber einen geheimen Job hatte, der für das Überleben des Silos entscheidend war. Robert tötet Doug, bevor er verhaftet werden kann, und Doug wird posthum für die Morde an Sam und Ruth verantwortlich gemacht. Juliette erfährt, dass Lukas nachts die Bildschirme der Cafeteria studiert hat, um die Bewegung der „Lichter“ am Himmel zu beobachten, wobei die Silo-Bewohner nicht wissen, dass diese Lichter Sterne sind. Martha zeigt Juliette, dass die Technologie des Camcorders fortschrittlicher ist als das, was im Silo üblich und erlaubt ist. Juliette holt eines von Georges Relikten zurück, in der Hoffnung die Ermittlungen über seinen Tod wieder aufnehmen zu können. |           |                             |                   |                          |                                                |                |                                |
| 6 | 6         | Das Relikt                  | The Relic         | 2. Juni 2023             | 2. Juni 2023                                   | Bert & Bertie  | Aric Avelino                   |
| Juliette sorgt dafür, dass ein Relikt in Dougs Wohnung gefunden wird, und nutzt dies als Vorwand, um die angebliche Relikthändlerin Regina Jackson aufzuspüren, die sich als Georges frühere Geliebte entpuppt und Relikte für ihn gekauft hat. Robert erfährt von Georges Verbindung zu der Relikten und stellt Juliette zur Rede. Bernard akzeptiert Juliettes Behauptung, dass sie die Relikte nicht platziert hat, befiehlt ihr aber, nicht weiter nach Dougs Motiven für den Mord an Ruth und Sam zu suchen. Juliette und Paul streiten darüber, dass es ihr schwerfällt ihm zu vertrauen und sie enthüllt, dass sie weiß, dass er das Syndrom hat, eine Krankheit, die ihn als Deputy disqualifizieren würde. Regina erzählt Juliette, dass sie Georges Festplatte nicht der Justizbehörde gemeldet hat, aber sie hat „dem Mann, der alles weiß“ davon erzählt, nachdem er ihre Lieben bedroht hat. Regina gibt Juliette ein wertvolles Relikt, das sie von George erhalten hat: ein Kinderreisebuch aus der Zeit vor dem Silo. Während Juliette in ihrer Wohnung in dem Buch blättert, wird sie von einem Überwachungsteam beobachtet, das überall im Silo zahlreiche Kameras installiert hat, deren Ausrüstung viel fortschrittlicher ist als die des restlichen Silos. |           |                             |                   |                          |                                                |                |                                |
| 7 | 7         | Die letzte Flammenwächterin | The Flame Keepers | 9. Juni 2023             | 9. Juni 2023                                   | Bert & Bertie  | Jessica Blaire                 |
| Robert ist Teil des Überwachungsteams und beobachtet Juliettes Bewegungen über die Kameras. Juliette sucht Gloria auf, die auf Anordnung von Meadows unter Drogen gesetzt wird. Trotz Juliettes Angebot, als Sheriff zurückzutreten, sagt Meadows, sie könne die Anordnung nicht aufheben. Paul konfrontiert Juliette, als sie ihre Pflichten vernachlässigt; sie erzählt ihm von ihren Ermittlungen zu Georges Mord, und er beschließt sie zu decken. Lukas versucht Juliette zu küssen, aber sie weist ihn zurück. Bernard sagt Juliette, dass er befürchtet, dass Meadows gegen sie vorgehen wird und ermutigt sie einen Weg zu finden Meadows zu kontrollieren. Mit der Hilfe ihres Vaters gelingt es Juliette Gloria zu befragen und sie erfährt, dass sie zu den Flammenwächtern gehört – einer geheimen Gruppe, die sich der Erinnerung an die Vergangenheit verschrieben hat und deren Mitglieder systematisch ausgelöscht werden. Juliettes Mutter hatte sich mit den Flammenwächtern angefreundet, aber Juliettes Vater befolgte den Befehl, die Flammenwächter daran zu hindern Kinder zu bekommen. Juliette erkennt, dass sich hinter den Wandspiegeln des Silos Überwachungskameras befinden und holt Georges Festplatte aus dem Versteck in Glorias Zimmer. Roberts Angreifer treffen in Glorias Zimmer ein, um Juliette zu verhaften, die gerade noch entkommen konnte. |           |                             |                   |                          |                                                |                |                                |
| 8 | 8         | Hanna                       | Hanna             | 16. Juni 2023            | 16. Juni 2023                                  | Adam Bernstein | Jeffery Wang & Ingrid Escajeda |
| Die Justizbehörde sucht im Büro des Sheriffs nach der Festplatte, kann sie aber nicht finden. Juliette rächt sich, indem sie Pauls Wissen über den Pakt nutzt, um Robert vorübergehend zu verhaften. Während Robert in Gewahrsam ist, durchsucht Juliette sein Büro und findet Akten über Hanna, Martha und Shirley Campbell. Hannas Akte bestätigt, dass die Überwachungskameras der Justizbehörde der Grund dafür sind, dass sie wussten, dass Hanna eine illegale Mehrlinsenlupe gebaut hatte; Hanna und Juliette hatten geglaubt, dass Pete der Justizbehörde davon erzählt hatte. Juliette versöhnt sich mit Pete und er erklärt ihr, dass Hannas subversives Verhalten und ihr Selbstmord eine Reaktion auf Jacobs Tod waren, den Hanna glaubte, dass die Lupentechnologie Jacobs Tod hätte verhindern können. Juliette ist nicht in der Lage, auf den Inhalt der Festplatte zuzugreifen – Lukas ist zu ängstlich, um zu helfen, und die Kontrollpunkte der Justizbehörde verhindern, dass sie Martha erreicht. Bernard findet Juliette und gibt sich als der wahre Verantwortliche für das Silo zu erkennen, der für den Tod von Ruth und Sam verantwortlich ist. Bernard und Robert verhaften Juliette, nehmen die Festplatte an sich und behaupten Juliette habe darum gebeten „nach draußen zu gehen“. Juliette springt von der zentralen Treppe des Silos, um mit der Festplatte zu entkommen. |           |                             |                   |                          |                                                |                |                                |
| 9 | 9         | Die Lüge                    | The Getaway       | 23. Juni 2023            | 23. Juni 2023                                  | Adam Bernstein | Lekethia Dalcoe                |
| Juliette flieht und entzieht sich den Kameras der Justizbehörde. Paul untersucht Juliettes Wohnung und findet das Reisebuch der Kinder; er behält eine Seite und verbrennt den Rest. Juliette bricht in Roberts Wohnung ein und hält seine Frau und seinen Sohn fest. Sie benutzt seinen Computer, um auf die Festplatte zuzugreifen, auf der sie eine Videobotschaft findet, die George für sie gemacht hat. Bernard verhaftet Lukas und erfährt die Seriennummer der Festplatte, die er benutzt, um Juliettes Standort zu finden. Robert und seine Angreifer stürmen in die Wohnung, aber Roberts Frau lässt Juliette entkommen. Juliette holt sich durch Patrick Hilfe bei Danny, dem IT-Kontakt, um auf die Festplatte zuzugreifen. Sie sieht sich den Rest von Georges Video an, in dem er ihr sagt, dass er sie liebt und dass sie die Tür unter dem Silo finden muss. Auf Georges Rat hin sehen sich Juliette, Patrick und Danny ein Video von einer früheren Reinigung an, das eine üppige grüne Landschaft mit Vögeln zeigt, die außerhalb des Silos fliegen. |           |                             |                   |                          |                                                |                |                                |
| 10 | 10        | Draußen                     | Outside           | 30. Juni 2023            | 30. Juni 2023                                  | Adam Bernstein | Fred Golan                     |
| Juliette veranlasst Danny, die Außenaufnahmen in den Kontrollraum zu übertragen, aber die Übertragung wird von Bernard schnell beendet. Paul wird von Robert zu seinem Zustand befragt. Später erzählt Paul seiner Frau, dass sie eine Ausnahme machen, damit er Sheriff werden kann. Juliette flieht zu den Mechanikern, wo sie mit Martha spricht, bevor sie verhaftet wird. Juliette bietet Bernard einen Deal an: Sie wird freiwillig reinigen gehen, wenn sie im Gegenzug erfährt, was mit George passiert ist und die Mechaniker nicht bestraft werden. Bernard zeigt Juliette Überwachungsaufnahmen, wie George verhaftet wurde und von der Treppe sprang, um einem Verhör zu entgehen. Bernard vernichtet die Festplatte, stellt sie aber später wieder her, nachdem Juliette eine Tür unter dem Silo erwähnt hat. Bernard verurteilt Lukas zu einer zehnjährigen Haftstrafe in den Minen. Juliette geht nach draußen, und das Display ihres Helms zeigt genau das gleiche Videomaterial einer üppigen Landschaft wie bei der vorherigen Reinigung; sie erkennt die Täuschung und entdeckt, dass der trostlose Blick auf den Bildschirmen des Silos die Realität ist. Da Martha dafür gesorgt hat, dass das Klebeband an Juliettes Anzug von guter Qualität ist, kann Juliette, anstatt dort zu sterben, aus dem Krater, der die Kamera des Silos umgibt, und aus dem Blickfeld der Silo-Bewohner herauslaufen. Die Kamera kreist und zeigt in der Totalen, dass der Krater des Silos von Dutzenden ähnlichen Kratern umgeben ist, jeder mit einer Struktur, die einem Siloeingang ähnelt, und der dunstigen Skyline einer Stadt in der Ferne. Unterdessen eilt Bernard, der die nahende Katastrophe erkennt, in die IT und betritt den Serverraum. |           |                             |                   |                          |                                                |                |                                |

### Staffel 2
| Nr. (ges.) | Nr. (St.) | Deutscher Titel       | Originaltitel     | Erstveröffentlichung USA | Deutschsprachige Erstveröffentlichung (D/A/CH) | Regie            | Drehbuch             |
| --- | --------- | --------------------- | ----------------- | ------------------------ | ---------------------------------------------- | ---------------- | -------------------- |
| 11 | 1         | Die Ingenieurin       | The Engineer      | 15. Nov. 2024            | 15. Nov. 2024                                  | Michael Dinner   | Graham Yost          |
| In einer Rückblende wird ein Aufstand in Silo 17 gezeigt; am Ende strömen die Bewohner massenhaft ohne Schutzausrüstung nach Draußen. In der Gegenwart dringt Juliette in Silo 17 ein; der Eingangsbereich ist mit den Leichen seiner Bewohner übersät. Das Silo ist weitgehend stromlos mit vielen zerstörten Bereichen, scheinbar leer, und die unteren Ebenen sind mit Wasser überflutet. Die Brücke, die in den IT-Bereich des Silos führt, wurde zerstört. So baut Juliette eine provisorische Brücke, um darüber zu gelangen. Sie hört Musik, folgt ihr und findet einen verschlossenen Tresorraum, in dem ein Mann sie warnt, dass er sie töten wird, wenn sie versucht, die Tür zu öffnen. In einer Rückblende beginnt die junge Juliette ihr neues Leben in der Mechanik, wo sie beim Sortieren des Mülls aus den oberen Etagen hilft, Dinge für Walker repariert und sich mit Shirley anfreundet. |           |                       |                   |                          |                                                |                  |                      |
| 12 | 2         | Die Ordnung           | Order             | 22. Nov. 2024            | 22. Nov. 2024                                  | Michael Dinner   | Fred Golan           |
| Bernard beobachtet von der Schatzkammer aus Juliettes Anzugkamera und sieht, wie sie sich Silo 17 nähert, bevor die Übertragung abbricht. Da Juliette sich weigerte zu reinigen, versteht Bernard, dass ihr Zeichen des Widerstands zu einer Revolution führen könnte. Er unterstellt die Deputies dem Kommando von Sims und verhängt eine verpflichtende Ausgangssperre, um die Bevölkerung des Silos zu kontrollieren, die Fragen zu Juliettes Überleben stellt. Bernard versucht Meadows zu überzeugen mitzuhelfen und lässt Walker und ihre Ex-Frau Carla einsperren, weil sie Juliette das Band geschmuggelt haben, das ihren Anzug versiegelte. Shirley beginnt Leute in den unteren Ebenen zu verhören, um Antworten zu verlangen, während Knox versucht, sie aufzuhalten. Bernard hält seine Rede an das Silo und behauptet, dass die IT ein neues Band hergestellt habe, das Juliette länger überleben ließ, besteht aber darauf, dass sie tot sei. Meadows unterstützt ihn dabei. Während die Mehrheit der Bevölkerung mit der Erklärung zufrieden zu sein scheint, bleibt Shirley skeptisch und organisiert ein geheimes Treffen außerhalb der Ausgangssperre. Nachdem Bernard Meadows für ihre Hilfe gedankt hat, verlangt sie einen Umweltanzug mit gutem Band, um nach draußen gehen zu können. |           |                       |                   |                          |                                                |                  |                      |
| 13 | 3         | Solo                  | Solo              | 27. Nov. 2024            | 27. Nov. 2024                                  | Aric Avelino     | Cassie Pappas        |
| In Silo 17 erfährt Juliette von dem Mann in der Schatzkammer, „Solo“, dass 50 Silos existieren und dass ihre Handlungen eine Revolution auslösen könnten. Solo gibt Juliette Nahrung und schlägt vor, dass sie einen Feuerwehranzug benutzen kann, um in ihr Silo zurückzukehren, aber die Brandschutzausrüstung befindet sich in einem überfluteten Bereich. Juliette bittet Solo um Hilfe, um dorthin zu gelangen; zunächst weigert er sich, ändert aber seine Meinung und verlässt die Schatzkammer. In Silo 18 wird der Arbeiter Teddy verhaftet, weil er das Graffiti „Juliette lebt“ geschrieben hat. Sims bietet dem inhaftierten Patrick eine Droge an, die ihm hilft, seine verstorbene Frau zu vergessen, im Austausch für einen Gefallen, und rekrutiert pensionierte Räumer, um sie nach Mechanik zu schicken. Shirley führt einige Demonstranten an, die Teddys Freilassung fordern, aber Patrick wirft eine Brandbombe auf die Deputies, und im resultierenden Chaos wird der neue Ingenieur Cooper getötet. Pete trifft eine Frau, die hofft, eine Lotterie zu gewinnen, die ihr erlaubt, ein Kind zu bekommen, und widersetzt sich den Anweisungen, ihre Geburtenkontrolle nicht zu entfernen, indem er den Eingriff trotzdem durchführt. Billings befragt alle Anwesenden während Juliettes Verhaftung und bringt seinen Bericht zu Meadows, in dem er feststellt, dass Juliette nie darum gebeten hat, nach draußen zu gehen. |           |                       |                   |                          |                                                |                  |                      |
| 14 | 4         | Das Harmonium         | The Harmonium     | 6. Dez. 2024             | 6. Dez. 2024                                   | Aric Avelino     | Sal Calleros         |
| Mit Solos Hilfe baut Juliette eine Luftpumpe, um durch die überfluteten Ebenen zu kommen und einen Feuerwehranzug zu holen. Solo erzählt Juliette von der Außenwelt von früher und kämpft mit Angstzuständen, die Schatzkammer zu verlassen. Knox teilt Shirley seine Überzeugung mit, dass ihr Silo mehrere Rebellionen hatte, für die man Mechanik verantwortlich machte, wegen ihrer Fähigkeit, das Silo abzuschalten. Er bittet auch um ein Gespräch mit Meadows, die einwilligt, sich zu treffen. Sims wird misstrauisch wegen Bernards Beziehung zu Meadows und inszeniert eine Bewegung, die Meadows' Amtsenthebung fordert. Meadows erlaubt Lukas, gegen sein Urteil Einspruch zu erheben und reduziert es auf fünf Jahre. Billings untersucht den Aufstand in Mechanik und erfährt, dass die Leiche des Anstifters verschwunden ist und die Justizbehörde Coopers Leichnam für sich beansprucht hat. Bernard vergiftet Meadows, und bevor sie stirbt, erzählt sie ihm, dass sich auf der Festplatte, die Juliette gestohlen hat, ein verschlüsselter Brief von Salvador Quinn befindet, der während der Rebellion vor 140 Jahren IT-Leiter war. Knox, Shirley, Walker und Carla treffen bei der Justizbehörde ein, wo Bernard Meadows' Leiche so platziert hat, dass Knox und Shirley für ihren Mord verantwortlich gemacht werden. Sims hetzt eine Menschenmenge auf und schickt sie hinter ihnen her. |           |                       |                   |                          |                                                |                  |                      |
| 15 | 5         | Abstieg               | Descent           | 13. Dez. 2024            | 13. Dez. 2024                                  | Amber Templemore | Jenny DeArmitt-Stran |
| Solo bittet Juliette, eine Wasserpumpe zu reparieren, da der Wasserstand steigt und in zehn Monaten die IT erreichen wird, aber Juliette besteht darauf, dass sie sofort in ihr Silo zurückkehren muss. Juliette vermutet, dass Solo über seine Identität lügt, und er reagiert wütend auf ihre Nachfragen. Juliette findet einen brauchbaren Anzughelm, bricht aber aufgrund ihrer Verletzungen zusammen. In Silo 18 weiß Bernard, dass Sims die Bewegung gegen Meadows inszeniert hat und verweigert ihm die Position als Bernards Schatten, macht ihn aber zum Richter als Meadows' Ersatz, was Sims frustriert. Sims’ Ehefrau Camille hilft Knox und Shirley, dem Mob zu entkommen. Rick Amundsen, der neue Leiter der Justizbehörde-Sicherheit, lässt Carla verhaften, aber Knox, Shirley und Walker umgehen die Blockade und reisen in die unteren Ebenen. Bernard lässt Lukas Juliettes Festplatte reparieren, wodurch verborgene Verbindungen des Silos zur Außenwelt und ein verschlüsselter Brief von Salvador Quinn an seine Frau enthüllt werden. Billings und Deputy Hank spüren Patrick auf, der Billings Wahrheiten über das Silo anbietet. |           |                       |                   |                          |                                                |                  |                      |
| 16 | 6         | Barrikaden            | Barricades        | 20. Dez. 2024            | 20. Dez. 2024                                  | Michael Dinner   | Jeffery Wang         |
| Die Spannungen steigen, als Bernard die Versorgung der unteren Ebenen blockiert und Knox Waffen herstellen lässt. Auf Billings’ Bitte hin reist Pete in die unteren Ebenen, um Patrick zu behandeln. Patrick erzählt Billings, wie er Juliette mit der Festplatte geholfen und ein Angebot von Sims angenommen hatte, als Agent Provocateur bei dem Protest in Mechanik zu agieren. Bernard befragt Camille zu ihrer Aktion, Knox und Shirley zu schützen, aber sie weicht ihm aus. Knox und Shirley führen einen Gruppenangriff auf die Blockade und drängen sie zehn Stockwerke höher, wobei sie die wichtige Farm auf Ebene 122 einnehmen. Billings befragt Walker, Knox und Shirley zum Tod von Meadows. Als Billings Bernard über Funk mitteilt, dass er eine formelle Untersuchung zu Meadows' Tod einleiten will, schaltet Bernard die Funkkommunikation ab. Lukas arbeitet an der Entschlüsselung von Quinns Brief, und die Komplexität der Verschlüsselung veranlasst Bernard dazu, Lukas zu seinem Schatten zu machen, damit er Zugang zum Vermächtnis erhält. In Silo 17 wacht Juliette auf, nachdem sie von Solo behandelt wurde, der ihren Anzug versteckt hat, um sie zu zwingen, die Pumpe zu reparieren, bevor sie geht. |           |                       |                   |                          |                                                |                  |                      |
| 17 | 7         | Tauchgang             | The Dive          | 27. Dez. 2024            | 27. Dez. 2024                                  | Michael Dinner   | Katherine DiSavino   |
| Bernard führt Lukas in das Vermächtnis ein, einen fortschrittlichen Computer hinter einer Schatzkammer, der all ihr geheimes Wissen und ihre Aufzeichnungen enthält, wobei die Ursprünge des Silos von vor mehr als 352 Jahren verloren geblieben sind. Unter Verwendung des Vermächtnisses für seine Forschung vermutet Lukas, dass der Brief eine Buchverschlüsselung verwendet. Mechanik sendet Papiernachrichten an die oberen Ebenen, die die Bürger ermutigen zu fragen, was IT vor ihnen verborgen hat, bevor sie den Strom im Silo abschaltet, wodurch enthüllt wird, dass IT über eine eigene unabhängige Stromquelle verfügt. Bernard gerät in Konflikt mit Sims, der immer noch wütend ist, übergangen worden zu sein. Sims konfrontiert Camille wegen ihrer Handlungen; sie erklärt, dass sie zu ihrer Sicherheit beide Seiten ausspielen will und verspricht, nichts mehr vor ihm zu verheimlichen. Billings und Hank verfolgen Spione, die versuchen, Zwietracht in Mechanik zu säen. Walker macht sich Sorgen um Carla und schaltet kurz eine der IT-Kameras ein, um eine Nachricht nach oben zu senden, die Bernard empfängt. In Silo 17 führt Juliette einen Tieftauchgang durch, um die Wasserpumpe für Solo zu reparieren, und ertrinkt fast, als ihre Luftzufuhr unterbrochen wird. Nach dem Auftauchen findet Juliette Anzeichen eines Kampfes und vermutet, dass sich noch jemand anders im Silo befindet. |           |                       |                   |                          |                                                |                  |                      |
| 18 | 8         | Quinns Buch           | The Book of Quinn | 3. Jan. 2025             | 3. Jan. 2025                                   | Amber Templemore | Remi Aubuchon        |
| Juliette bekommt die Taucherkrankheit und muss erneut tauchen, um sich zu erholen. Nach dem Auftauchen wird sie von einer Gestalt konfrontiert, die sie mit einem Pfeil anschießt und ihr droht, sie zu töten. Juliette sucht nach ihrem Angreifer und findet drei junge Menschen. In Silo 18 spürt Lukas Quinns Nachkommen auf und erfährt, dass sie Quinns Exemplar des Pakts Jahre zuvor Meadows übergeben haben. Bernard erzählt Lukas, dass Quinn vor 140 Jahren die Aufzeichnungen zerstört und das Wasser mit Drogen versetzt hat, um die Bürger ihre Geschichte vergessen zu lassen, um die Rebellionen zu stoppen, die alle 20 Jahre stattgefunden hatten. Mithilfe von Quinns Pakt beginnt Lukas, Quinns Brief zu entschlüsseln. Sims erfährt mit Camilles Hilfe, dass Lukas für Bernard Nachforschungen anstellt. Walker trifft sich mit Bernard und willigt ein, seine Informantin zu werden, um Carla zu retten. Infolgedessen wird eine Gruppe aus Mechanik, die in die Versorgung einbricht, von Räumern verhaftet. Billings’ Ehefrau Kathleen erfährt, dass Billings eine Seite eines Bilderbuchs aus der 'Zeit davor' gerettet hat, und verlangt, es zu sehen. |           |                       |                   |                          |                                                |                  |                      |
| 19 | 9         | Das Sicherheitssystem | The Safeguard     | 10. Jan. 2025            | 10. Jan. 2025                                  | Amber Templemore | Jessica Blaire       |
| Juliette wird von Audrey konfrontiert, der Anführerin von fünf jungen Überlebenden, die Juliette befiehlt, die Schatzkammer zu öffnen, damit sie an die Nahrung kommen können. Audrey hat Solo gefangen genommen und will ihn für den Tod ihrer Eltern töten. Juliette erkennt, dass Solo zur Zeit der Rebellion ein Kind war, und Solo gesteht, dass er die Eltern der Gruppe aus Notwehr getötet hat, als sie in die Schatzkammer einbrachen. Solo und die Gruppe schließen Frieden, und er lässt alle in die Schatzkammer. In Silo 18 erfährt Lukas, dass es 50 weitere Silos gibt und folgt Quinns Brief in die unteren Ebenen. Lukas findet den Tunnel darunter, wo ihn an einer Tür eine Computerstimme warnt, niemandem zu erzählen, was er gesehen hat, oder sie würden „die Schutzmaßnahme“ einleiten. Billings gibt Sims die Bilderbuchseite, was Camille und Sims dazu bringt, einen Beitritt zur Rebellion in Erwägung zu ziehen. Patrick erzählt Kathleen seinen Verdacht, dass die Darstellung der Außenwelt durch das Silo eine Lüge ist. Bernard gibt den Rebellen die Schuld an den Aktionen von Billings, aber nicht alle Deputies der oberen Ebenen glauben ihm. Bernard spioniert Knox und Walker aus, als sie die Pläne der Rebellion besprechen. |           |                       |                   |                          |                                                |                  |                      |
| 20 | 10        | Ins Feuer             | Into the Fire     | 17. Jan. 2025            | 17. Jan. 2025                                  | Amber Templemore | Aric Avelino         |
| Walker arbeitet mit Knox und den anderen Rebellen zusammen, um Bernards Kamera zu nutzen und ihm Fehlinformationen zu senden. Sie locken Bernard in eine Falle, sodass er die Räumer nach unten schickt und alle Rebellen nach oben verlegt, woraufhin Pete sich opfert, um die Treppen dazwischen in die Luft zu sprengen. Die Deputies von oben stellen sich auf die Seite der Rebellen, nachdem sie Billings’ Nachricht über Sims erhalten haben. Patrick stachelt die Bürger zu einem Mob auf, der Antworten von Bernard fordert. Lukas erzählt Bernard, was er erfahren hat und tritt zurück, was einen verzweifelten Bernard dazu bringt, Sims zu seinem neuen IT-Schatten zu machen und ihm den Schlüssel und das Passwort für die Schatzkammer zu übergeben. Sims und seine Familie betreten die Schatzkammer, aber das Vermächtnis sagt, dass nur Camille bleiben kann. In Silo 17 erzählt Solo Juliette von der Schutzmaßnahme, einem Rohr, das genug Gift pumpen kann, um alle zu töten, und wie sie gestoppt werden kann. Juliette benutzt den Feuerwehranzug und kehrt nach Silo 18 zurück, was im Inneren gesehen und gefeiert wird, aber sie zeigt eine Nachricht, die sie warnt, nicht zu gehen. Juliette tritt ein, als Bernard geht, und sie werden im Verbrennungsofen eingeschlossen, als dieser anfährt. In einem scheinbaren Rückblick in Washington, D.C., befragt eine Frau namens Helen einen neuen Kongressabgeordneten über die Möglichkeit, dass die USA gegen den Iran Vergeltung üben könnten, weil dieser angeblich eine schmutzige Bombe auf US-Boden gezündet hat. |           |                       |                   |                          |                                                |                  |                      |

## Produktion
Im Mai 2012 wurde berichtet, dass die 20th Century Studios die Verfilmungsrechte an dem Roman Wool von Hugh Howey erworben hatte. Eine Verfilmung als Spielfilm wurde schließlich aufgrund der Übernahme von 21st Century Fox durch The Walt Disney Company nicht umgesetzt.
Im Juli 2018 wurde bekannt gegeben, dass eine Serienverfilmung für den Sender AMC Networks in Planung sei. Die Verfilmungsrechte wechselten im Mai 2021 zu Apple TV+.
Die Dreharbeiten begannen Ende August 2021 im britischen Hoddesdon. Drehende war laut Planung im Frühjahr 2022.

## Kritik
Das Lexikon des internationalen Films vergab der Serie anlässlich des Erscheinens der ersten Staffel dreieinhalb von fünf möglichen Punkten und beurteilte sie als eine Dramaserie, die zwar „nur langsam ihre Geheimnisse preisgibt, dabei aber ihre Grundspannung nie verliert.“
Christopher Lauer hob bei einer Beurteilung der ersten Staffel in der Frankfurter Allgemeinen Zeitung das Produktionsdesign als überragend hervor. Das sehe „sehr überzeugend aus“ und wirke „nicht wie eine Kulisse, sondern ein Ort, den man selbst besuchen könnte.“ Dadurch hebe sich die dargestellte Dystopie „so angenehm von anderen Untergangserzählungen ab, dass sie das Leben nach der Apokalypse in seiner ganzen Banalität zeigt“.

## Änderungen zur Romanvorlage
- Die alte Festplatte, um die sich in der Serie alles dreht, spielt in der Vorlage kaum eine Rolle. Auch das oft gezeigte Video von draußen existiert nicht. Es wird lediglich angedeutet, dass ein Programm existiert, welches das Bild eines kleinen Bildschirms in Echtzeit ändern kann. Dies ist der Grund, weshalb Allison nach draußen möchte.
- Einen Überwachungsraum, wie man ihn hinter der Hausmeistertüre sieht, gibt es im Roman nicht. Genauso wenig gibt es Robert Sims’ Position, die Raider-Eingriffstruppe in Silo 18 oder ein Verzeichnis über „Relikte“.
- In der Vorlage verläuft die Reparatur des Generators ohne dramatische Probleme. Juliette richtet ihn mit Hilfe von Spiegeln so gut aus, dass er gar keine nennenswerten Geräusche mehr macht. Stromsperren sind in der Vorlage zwar selten, aber durchaus nicht ungewöhnlich.
- Die Szenen unter dem Generatorraum inklusive der Liebesbeziehung von Juliette mit George existieren im Roman nicht. Es wird nur vage angedeutet, dass der Generator während des Baus des Silos der Bohrer war. Außerdem befinden sich unter dem Generator die Minen und die Ölquelle. Eine Dampfzufuhr von außen gibt es nicht.
- In der Vorlage begeht George keinen Selbstmord, sondern wird von Bernard vergiftet.
- Im Roman wird Lukas, der in der IT für die Serverwartung zuständig ist und eng mit Bernard zusammenarbeitet, nicht zum Strafdienst in die Minen geschickt, sondern wird von Bernard zu seinem Schatten ernannt und erhält schließlich Zugang zum Geheimnis des Silos (dies erfolgt in der Serie in Staffel 2, Folge 7).
- Die Tür zum Serverraum ist eigentlich die Türe mit einem Zahlenschloss, was sie während der ganzen Romanserie zu etwas Besonderem macht. Die dahinter stehenden Serverschränke stellen kein gut gehütetes Geheimnis dar und Mitarbeiter der IT arbeiten regelmäßig an ihnen. Lediglich einer der Server ist nicht ganz das, wonach er aussieht. Für ihn braucht man einen (jedoch nicht leuchtenden) Schlüssel, den es im Silo 18 nur zwei Mal gibt.

## Technik und Reparaturkultur im Silo
Die Serie thematisiert eine abgeschottete Gesellschaft, in der Reparatur und Instandhaltung überlebenswichtig sind. Aufgrund fehlender Ressourcen wird Technik möglichst langlebig gestaltet und defekte Geräte werden repariert oder weiterverwendet. Dies zeigt sich unter anderem in der Werkstatt der Ingenieurin Martha Walker im Bereich „Mechanical“, wo Ersatzteile gewonnen und Geräte instand gesetzt werden.
Die Ausstattung im Silo setzt auf robuste, wartungsfreundliche Technologie wie Röhrenmonitore und einfache Computersysteme. Diese Entscheidung betont die Bedeutung von Zuverlässigkeit und Reparierbarkeit im Serienuniversum. Auffällig ist außerdem, dass zentrale technische Rollen häufig von Frauen übernommen werden.
Ein Blogartikel von iFixit hebt die Darstellung des Silos als ideales Reparaturökosystem hervor.